# الیگاتور آمریکایی
الیگاتور آمریکایی (نام علمی: Alligator mississippiensis) نام یک گونه از سرده الیگاتور است.